# Строкатов Анатолій Вікторович
Анатолій Вікторович Строкатов (нар. 10 березня 1955, Львів) — український радянський гравець в настільний теніс, призер чемпіонатів світу і Європи, шестиразовий чемпіон СРСР, майстер спорту СРСР міжнародного класу.

## Кар'єра гравця
Народився в 1955 році у Львові. У настільний теніс прийшов у грудні 1966 року і почав займатися у Фелікса Савранського. Та вже у 1969 потрапив у юнацьку збірну СРСР. У складі юнацької збірної України стає чемпіоном СРСР у 1970 році.  У 1971 році на чемпіонаті Європи серед юніорів завоював золоті медалі у всіх видах змагань. На чемпіонаті Європи серед юніорів 1972 роки завоював срібну медаль в одиночному, і золоті — в парному і змішаному розрядах. У 1973 році на чемпіонаті світу завоював срібну медаль в змішаному розряді (у парі з Аста Гедрайтіте). 
У 1974 році вперше попав в призери на чемпіонаті СРСР по настільному тенісу, в 1976 році вперше став чемпіоном СРСР в одиночному розряді. Всього Анатолій Строкатов завоював на чемпіонатах СРСР 23 медалі, з них 6 золотих, з яких 2 золотих медалі в одиночному розряді (1976, 1977). У 1976 році отримав срібну медаль чемпіонату Європи в одиночному розряді. У 1978 році завоював бронзову медаль чемпіонату Європи в змішаному розряді.
З 2009 року проводиться міжнародний турнір з настільного тенісу «Кубок Анатолія Строкатова».